# Том, Джим
Джеймс Ховард (Джим) Том (англ. James Howard "Jim" Thome, род. 27 августа 1970 года) — американский профессиональный бейсболист, который на протяжении 22 сезонов выступал в Главной лиге бейсбола. За свою карьеру он выступал за шесть клубов МЛБ, однако наибольших успехов добился в составе «Кливленд Индианс» в 1990-х годах и в «Филадельфии Филлис» в начале 2000-х годов. Том обладал сильным ударом и за время выступлений в МЛБ выбил 612 хоум-ранов, что является седьмым показателем в истории высшей лиги, а также сделал 2328 хитов и 1699 runs batted in (RBI). Он пять раз участвовал в матчах всех звёзд МЛБ, а в 1996 году получил награду Серебряная бита.
Том родился в Пеории (штат Иллинойс) в семье синих воротничков, которые активно занимались спортом. После года учёбы в Центральном колледже Иллинойса он был выбран на драфте МЛБ 1989 года клубом «Кливленд Индианс»и уже в 1991 году дебютировал в МЛБ. Вначале своей карьеры Джим выступал на позиции игрока третьей базы, однако позже перешёл на первую. Он был одним из основных игроков «Индианс», когда его клуб дважды за три года выходил в Мировую серию. Проведя более 10 лет в Кливленде Том 2002 году в качеству свободного агента перешёл в «Филедельфию Филлис», в которой провёл три следующих сезона. Перед началом сезона 2006 года его обменяли в «Чикаго Уайт Сокс», в составе которого он вернулся на свой прежний уровень вступлений — стал обладателем награды Возвращение года АЛ и выбил своё 500-й хоум-ран. К этому времени сильная боль в спине не позволяла ему полноценно участвовать в матчах и он стал выходить на позиции назначенного бьющего. Позже он выступал за «Лос-Анджелес Доджерс» и «Миннесоту Твинс», затем ненадолго вернулся в Кливленд и Филадельфию, а закончил профессиональную карьеру в «Балтимор Ориолс». По завершении игровой карьеры он получил одну из руководящих должностей в «Уайт Сокс».
Всю его профессиональную карьеру его основным оружием были сильные удары. В шести сезонах он выбивал более 40 хоум-ранов, а в 2003 году, выбив 47 хоум-ранов за сезон, стал лидером НЛ по этому показателю. Его процент занятия базы плюс слаггинг равняется 95,6 %, что является 17 в истории МЛБ. В 2011 году он стал восьмым игроком МЛБ, выбившим 600 хоум-ранов. Том также получил известность благодаря своему положительному отношению и общительности. Он активно участвовал в благотворительной деятельности, за что дважды удостаивался награды Марвина Миллера — Человек года и мемориальной награды Лу Герига.